# Модзеле (гміна Ґраєво)
Модзеле (пол. Modzele) — село в Польщі, у гміні Граєво Ґраєвського повіту Підляського воєводства.
Населення — 77 осіб (2011).
У 1975-1998 роках село належало до Ломжинського воєводства.

## Демографія
Демографічна структура станом на 31 березня 2011 року:
|          | Загалом | Допрацездатний вік | Працездатний вік | Постпрацездатний вік |
| -------- | ------- | ------------------ | ---------------- | -------------------- |
| Чоловіки | 38      | 7                  | 25               | 6                    |
| Жінки    | 39      | 9                  | 21               | 9                    |
| Разом    | 77      | 16                 | 46               | 15                   |